# Ian Mitchell
Ian Mitchell, född 22 augusti 1958, död 2 september 2020, var en skotsk gitarrist, som spelat med i popgrupperna Bay City Rollers, Rosetta Stone och The Ian Mitchell Band.